# 194a Brigada Mixta (Exèrcit Popular de la República)
La 194a Brigada Mixta va ser una unitat de l'Exèrcit Popular de la República creada durant la Guerra Civil Espanyola. Desplegada al front d'Extremadura, la unitat va tenir un paper poc rellevant durant la contesa.

## Historial
La unitat va ser creada el 22 de maig de 1938, a Guadalix, a partir de forces de recluta. Anteriorment una brigada asturiana havia emprat aquesta numeració al nord. La nova 194a Brigada Mixta, que inicialment va estar enquadrada en la 53a Divisió del XVII Cos d'Exèrcit, posteriorment passaria a la 29a Divisió del VI Cos d'Exèrcit. Per a la prefectura de la brigada es va designar al major de milícies Manuel de la Mata Serrano.
La falta de reserves va suposar un greu contratemps per a l'organització de la brigada, per la qual cosa el comandament republicà va acabar usant reclutes procedents de les quintes de 1925 i 1926. En finalitzar el període de formació, la unitat va quedar agregada a la 68a Divisió, dins de les reserves de l'Exèrcit d'Extremadura.
El 13 de setembre de 1938 la 194a BM va rellevar la 43a Brigada Mixta en el sector de Belalcázar, passant llavors a cobrir el sector del front que anava des de Mataborracha fins al camí que unia Belalcázar amb l'estació de ferrocarril. Amb posterioritat seria reemplaçada per la 191a Brigada Mixta, quedant situada en la zona de Belalcázar. El 28 d'octubre va rellevar a la 193a Brigada Mixta en les posicions pròximes a Castuera-Navalpino. Fins al final de la contesa no va prendre part en operacions militars de rellevància.

## Comandaments
Comandants
- Major de milícies Manuel de la Mata Serrano;
- Major de milícies Manuel Campos Cotero;

Comissaris
- Juan Parejo Flores;
- Luis de la Fuente;